# Botryllophilus inaequipes
Botryllophilus inaequipes är en kräftdjursart som beskrevs av Hansen 1923. Botryllophilus inaequipes ingår i släktet Botryllophilus och familjen Ascidicolidae. Inga underarter finns listade i Catalogue of Life.